# وكالة الفضاء الوطنية الأوكرانية
وكالة الفضاء الوطنية الأوكرانية (SSAU) (بالأوكرانية : Державне космічне агентство України) هي وكالة الفضاء الحكومية الأوكرانية المسؤولة عن سياسات وبرامج الفضاء. جنبا إلى جنب مع صناعة الأسلحة الأوكرانية ومجمع أنتونوف للطيران العلمي والتقني، وهو مجمع دولة كبير لصناعة الأسلحة في أوكرانيا.
لا تملك الوكالة ميناء فضائيا خاصًا بها وغالبًا ما تعتمد على موارد وكالة الفضاء الروسية الفدرالية (الوريث الرئيسي لبرنامج الفضاء السوفيتي).